# 星占い HOROSCOPE 美川憲一女ごころをうたう
『星占い HOROSCOPE 美川憲一女ごころをうたう』（ほしうらない ホロスコープ みかわけんいちおんなごころをうたう）は、1973年6月に発表された美川憲一のオリジナルアルバムである。

## 解説
- 本作品は1972年に「さそり座の女」がオリコン集計9.7万枚を売り上げるヒットとなり、当時の星占いブーム到来の火付け役となった事から制作されたアルバム。「さそり座の女」をベースに同曲の作曲家中川博之が12曲中11曲を担当。
- 曲中の台詞を女優の岩下志麻、ジャケット画は漫画家の上村一夫が担当している。星占いから見る女性の生き方などの解説を記載するなど力の入った本格的な作品となっている。
- 本作品は1993年に再発されているがジャケットは美川本人のジャケット写真に変更されている。
- 2001年には「双子座生まれ」をシングルカットして発売した[注釈 1]。カップリング曲の「淑女のルンバ」は歌詞に「射手座」と出ており「射手座の女」に続く射手座について歌った楽曲である。その「射手座の女」は2018年に「春待ち坂」のカップリング曲として再収録されている（編曲：矢田部正）。2008年発売の「淡雪のひと」と本作品収録の「淡雪のひと」は同名異曲である。

## 収録曲
1. 火曜日の扉－おひつじ座（3分8秒）
作詞：西沢爽、作曲：中川博之、編曲：小杉仁三
2. グッドバイ－おうし座（3分20秒）
作詞：ちあき哲也、作曲：中川博之、編曲：馬飼野俊一
3. 双子座生れ－ふたご座（3分51秒）
作詞：ちあき哲也、作曲：中川博之、編曲：小杉仁三
4. かりそめのブルース－かに座（3分42秒）
作詞：早船絢、作曲：中川博之、編曲：小杉仁三
5. ふたりの朝－しし座（2分34秒）
作詞・作曲：中山大三郎、編曲：小杉仁三
6. 今日から私は－おとめ座（3分22秒）
作詞：水野てるみ、作曲：中川博之、編曲：小杉仁三
7. 嫉妬－てんびん座（3分10秒）
作詞：西沢爽、作曲：中川博之、編曲：小杉仁三
8. さそり座の女－さそり座（3分12秒）
作詞：斎藤律子、作曲：中川博之、編曲：馬飼野俊一
9. 射手座の女－いて座（3分6秒）
作詞：ちあき哲也、作曲：中川博之、編曲：馬飼野俊一
10. 愛のかたち－やぎ座（2分50秒）
作詞：水野てるみ、作曲：中川博之、編曲：小杉仁三
11. 淡雪のひと－みずがめ座（3分7秒）
作詞：西沢爽、作曲：中川博之、編曲：小杉仁三
12. わたしは恋する女－うお座（3分8秒）
作詞：早船絢、作曲：中川博之、編曲：小杉仁三

## 双子座生まれ
「双子座生まれ」（ふたござうまれ）は、2001年1月21日に発売された美川憲一のシングル。

### 収録曲
- 両楽曲共に、作詞：ちあき哲也、作曲：中川博之

1. 双子座生まれ（4分26秒）
編曲：小杉仁三
2. 淑女のルンバ（3分51秒）
編曲：竜崎孝路
3. 双子座生まれ（オリジナル・カラオケ）
4. 双子座生まれ（女声用・カラオケ）
5. 淑女のルンバ（オリジナル・カラオケ）